# Nomada mauritanica
Nomada mauritanica är en biart som beskrevs av Amédée Louis Michel Lepeletier 1841. Nomada mauritanica ingår i släktet gökbin, och familjen långtungebin. Inga underarter finns listade i Catalogue of Life.